# Волны Лява
Во́лны Ля́ва — упругая волна с горизонтальной поляризацией. Может быть как объёмной, так и поверхностной. Названа в честь английского математика Огастеса Эдварда Хафа Лява (англ. Augustus Edward Hough Love), исследовавшего этот тип волн в приложении к сейсмологии в 1911 году.

## Описание
Волны Лява имеют горизонтальную поляризацию; именно, в однородной изотропной среде смещение частиц в этой волне перпендикулярно вектору скорости. Если сагиттальную плоскость задать в плоскости (x, z) с осью z, направленной вглубь материала, то они описываются плоской волной с частотой ω вида
{\displaystyle U_{y}=A{\textrm {exp}}[i(k_{t}x-\omega t)],}
где kt — волновое число, A — амплитуда. Это объёмное решение обычно не представляет интереса. Если полупространство, заполненное однородной изотропной средой, покрыто тонким слоем материала со скоростью звука меньшей, чем в объёме, то возникает поверхностная волна с затухающей амплитудой.

## Изотропная среда
В случае изотропной, однородной и идеально упругой среды, заполняющей полупространство z>0, с плотностью ρi, уравнение движения для смещений U можно записать в виде
| {\displaystyle \rho _{i}{\frac {\partial ^{2}{\textbf {U}}^{i}}{\partial t^{2}}}=\mu _{i}\Delta {\textbf {U}}^{i},} | (1) |

где для поперечной волны U=(0,Uy,0), индекс i пробегает значения 1 и 2 для тонкого слоя материала толщиной h и для объёмного материала, заполняющего пространство; z>h.
Полное решение этого уравнения задаётся в виде
| {\displaystyle U_{y}^{(1)}=(B\sin {s_{1}z}+C\cos {s_{1}z})\exp {[i(kx-\omega t)]},} | (2.1) |

| {\displaystyle U_{y}^{(2)}=A\exp {(-s_{2}z)}\exp {[i(kx-\omega t)]},} | (2.2) |

где {\displaystyle s_{1}={\sqrt {k_{t1}^{2}-k^{2}}}}, {\displaystyle s_{2}={\sqrt {k^{2}-k_{t2}^{2}}}}. Из граничных условий отсутствия напряжений на границе двух сред и непрерывности касательных смещений напряжений на поверхности можно получить систему линейных однородных уравнений для амплитуд A, B, C, которая имеет нетривиальное решение при равенстве определителя системы нулю:
| {\displaystyle \tan {s_{1}h}={\frac {\mu _{2}s_{2}}{\mu _{1}s_{1}}},} | (3) |

которое имеет множество решений. Амплитуды смещений описываются выражением:
| {\displaystyle U_{y}^{(1)}=A\cos {s_{1}(z+h)}\exp {[i(kx-\omega t)]},} | (4.1) |

| {\displaystyle U_{y}^{(2)}=A\cos {s_{1}h}\exp {[i(kx-\omega t)-s_{2}z]}.} | (4.2) |

Когда скорость звука в поверхностном слое меньше, чем в объёме, то уравнение (3) имеет действительные решения, лежащие в области {\displaystyle k_{t1}>k>k_{t2}}. Этих корней тем больше, чем больше произведение {\displaystyle k_{t2}h}. В пределе малой толщины {\displaystyle k_{t2}h\rightarrow 0} существует только одна волна Лява:
| {\displaystyle U_{y}^{(1)}=A\exp {[i(kx-\omega t)]},} | (5.1) |

| {\displaystyle U_{y}^{(2)}=A\exp {[i(kx-\omega t)-s_{2}z]},} | (5.2) |

| {\displaystyle k=k_{t2}\left[1+{\frac {1}{2}}k_{t2}^{2}h^{2}{\frac {\rho _{1}^{2}}{\rho _{2}^{2}}}\left(1-{\frac {c_{t1}^{2}}{c_{t2}^{2}}}\right)\right],} | (5.3) |

| {\displaystyle s_{2}=k_{t2}\left(1-{\frac {c_{t1}^{2}}{c_{t2}^{2}}}\right)k_{t2}h{\frac {\rho _{1}}{\rho _{2}}}.} | (5.4) |